# Starý Jičín
Starý Jičín (en allemand : Alttitschein) est une commune du district de Nový Jičín, dans la région de Moravie-Silésie, en Tchéquie. Sa population s'élevait à 2 994 habitants en 2024.

## Géographie
La commune est située dans le nord de la Moravie au pied des Beskides, à 5 km au sud-ouest du centre de Nový Jičín, sur la route à Bělotín. Starý Jičín se trouve à 35 km au sud-ouest d'Ostrava et à 260 km à l'est-sud-est de Prague.
La commune est limitée par Jeseník nad Odrou et Bernartice nad Odrou au nord, par Nový Jičín à l'est, par Lešná au sud, et par Hustopeče nad Bečvou et Polom à l'ouest.

## Histoire
Grâce à sa position stratégique près de la route de l'ambre, la région a très tôt été peuplée. La première mention écrite de la localité de Giczin date de 1201. À cette époque, une forteresse y a été construit surveillant la situation à la frontière entre le margraviat de Moravie et le duché polonais de Silésie (Haute-Silésie) au nord. Peu après, l'établissement au-dessous du château obtint le droit de tenir marché. 
Vers l'an 1230, les domaines ont été acquis par les comtes rhénans de Hückeswagen, à ce temps envoyés à la cour des rois de Bohême. Leur château de Tycin fut documenté dans un acte du 14 juillet 1240. Plus tard, la forteresse a été transférée aux évêques d'Olomouc. Le statut de ville de Tyczin est attesté depuis 1313. Les derniers propriétaires du manoir étaient issus de la maison Deym von Stritez. 

## Galerie

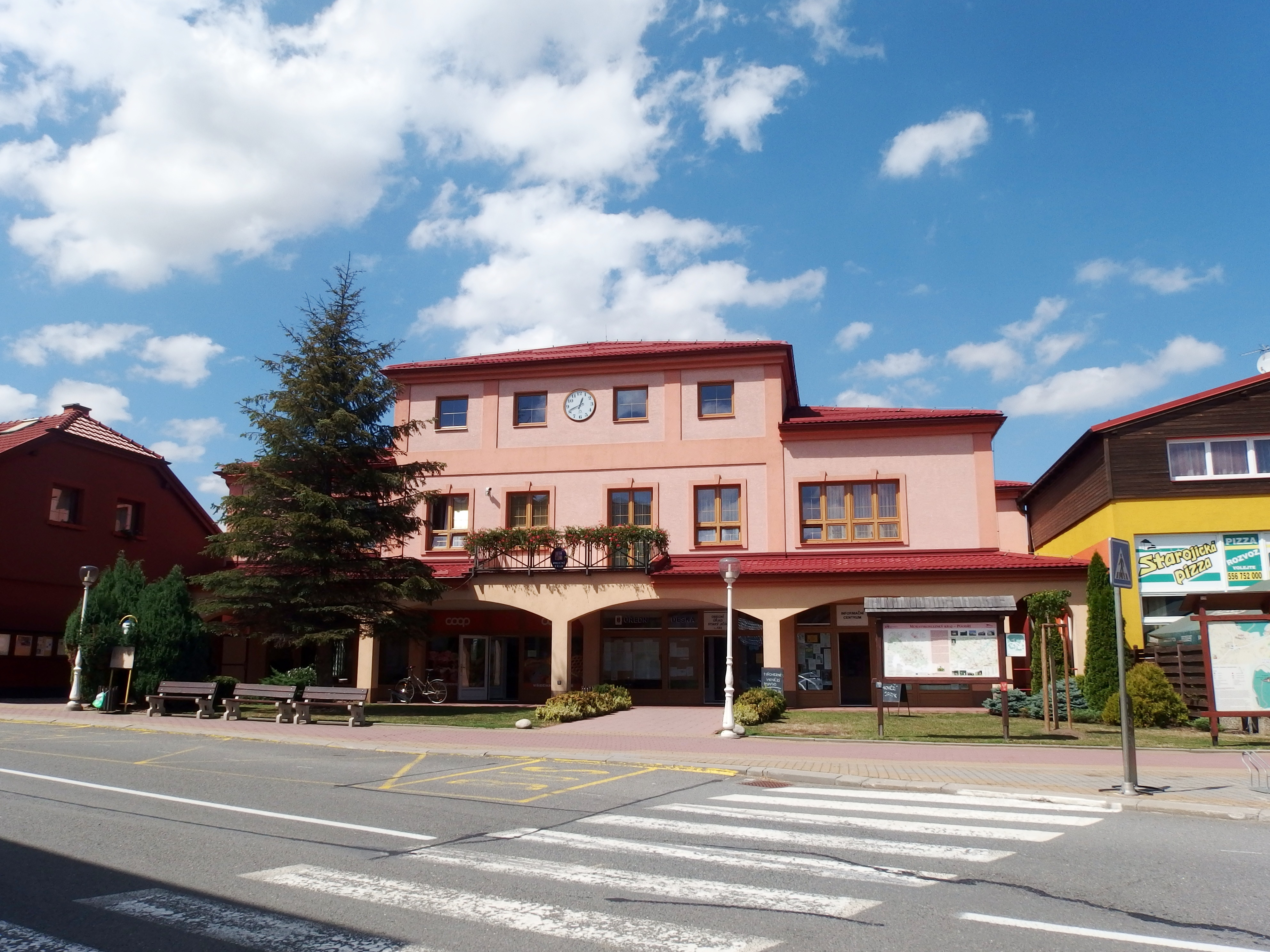
Hôtel de ville.
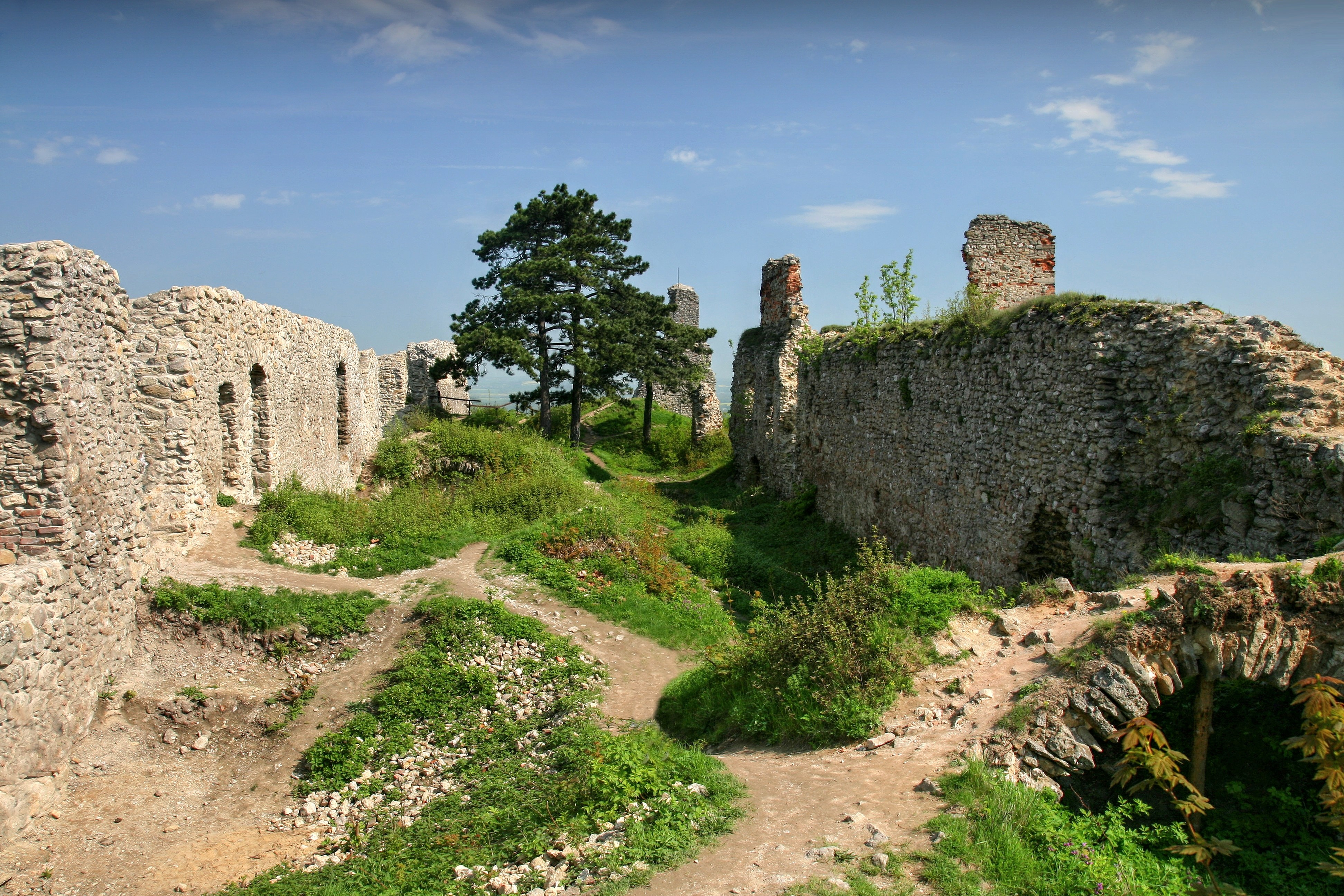
Le château de Starý Jičín.

## Administration
La commune se compose de neuf sections :
- Starý Jičín
- Dub
- Heřmanice
- Janovice
- Jičina
- Palačov
- Petřkovice
- Starojická Lhota
- Vlčnov

## Transports
Par la route, Starý Jičín se trouve à 5 km de Nový Jičín, à 46 km d'Ostrava et à 319 km de Prague.